# Тодд, Мэтт
Мэттью Брендон Тодд (род. 24 марта 1988) — новозеландский регбист, играющий на позиции фланкера. Выступает за клуб Японской Топ-Лиги Тосиба Брейв Лупус.
С 2013 по 2019 годы сыграл 25 матчей за национальную сборную Новой Зеландии, с которой стал бронзовым призером Кубка мира 2019 в Японии. В 2018 году стал первым игроком All Blacks, выступающим за иностранный клуб.

## Карьера
Тодд стартовал в профессиональном регби в 2009 году в составе Кентербери в ITM Cup в матче против Уаикато.
В 2011 году заменил травмированного Ричи Маккоу в составе Крусейдерс в сезоне Супер Регби, став основным фланкером команды.
22 июня 2013 года впервые вышел на поле в составе сборной Новой Зеландии в матче со сборной Франции, заменив на 72-й минуте другого новичка команды Сэма Кейна.
В следующий раз вышел на поле за All Blacks в игре с Самоа в 2015 году.
В 2016—2017 годах стал регулярно играть за национальную сборную и принял участие в игре со сборной Британских и ирландских Львов в составе Крусейдерс.
В 2018 году в нескольких матчах был капитаном Крусейдерс в сезоне Супер Регби 2018 года.
После второй подряд победы в Супер Регби с Крусейдерс принял решение перейти в клуб японской Топ-Лиги Панасоник Уайлд Найтс. По правилам регбийного союза Новой Зеландии не мог вызываться в сборную страны, однако из за травмы Сэма Кейна получил возможность сыграть в розыгрыше Регби Чемпионшип. Также принял участие в трех матчах осенней серии тестовых матчей.
В 2019 году вернулся в Крусейдерс, с которыми выиграл третий подряд титул Супер Регби. В составе All Blacks сыграл на Кубке мира 2019 в Японии. Стал бронзовым призером.
После Кубка мира принял решение завершить международную карьеру.